# Абдель Фаттах аль-Бурхан
Абдель Фаттах аль-Бурхан (араб. عبد الفتاح عبد الرحمن البرهان; нар. 1960, Кундато, Ніл, Судан) — суданський державний, політичний і військовий діяч. Голова Перехідної Військової Ради Судану (12 квітня — 21 серпня 2019 року), голова Суверенної ради Судану від 21 серпня 2019 року, де-факто голова держави.

## Біографія

### Ранні роки
Аль-Бурхан навчався в суданському військовому училищі. Пізніше також проходив навчання за кордоном — в Єгипті та Йорданії.

### Військова служба
Керував суданським контингентом в Ємені, в рамках операції коаліції, очолюваної Саудівською Аравією проти повстанців хуситів.
Колишній начальник штабу сухопутних військ, з лютого 2019 року — головний інспектор збройних сил.

### Переворот 2019 року
Місцеві ЗМІ вважають, що саме аль-Бурхан стояв за переворотом і арештом президента аль-Башира.

### Різанина в Хартумі
На початку червня 2019 року, після візитів аль-Бурхана і Мохамеда Гамдана «Гемет» Дага в Єгипет, ОАЕ і Саудівську Аравію, силам безпеки Судану і силам швидкої допомоги, в тому числі ополченцям «Джанджавід» було наказано придушити мирні протести в Судані. Те, що відбулося 3 червня в Хартумі отримало назву Хартумської різанини . Десятки мирних демонстрантів були вбиті і близько сорока вбитих були кинуті в річку Ніл, сотні були піддані тортурам, насильству і згвалтуванням на вулицях Хартума.
Переговори аль-Бурхана з опозицією про формування об'єднаного уряду були скасовані. У наступні дні ПВР заарештувала кількох лідерів опозиції.
Іяд ель-Багдаді інтерпретував прийняття рішення ПВР під керівництвом аль-Бурхана про придушення, як таке, що під сильним впливом загального контексту, в якому лідери Саудівської Аравії, ОАЕ і Єгипту боялися демократичних рухів. Махмуд Ельмутасім, політичний активіст, який закінчив Хартумський університет, також заявив, що Саудівська Аравія і ОАЕ виступають проти існування демократій на Близькому Сході, оскільки, якщо «сама ідея демократії вкорениться або стане широко поширеною на Близькому Сході», тоді це стане загрозою для правлячих режимів Саудівської Аравії і ОАЕ.

## Суверенна рада
21 серпня Абдель Фаттах аль-Бурхан приніс присягу перед головою Верховного суду країни, обійнявші посаду голови Суверенної ради Судану, угоду про створення якої було підписано з опозицією 17 серпня 2019.